# Comprehensive Everglades Restoration Plan

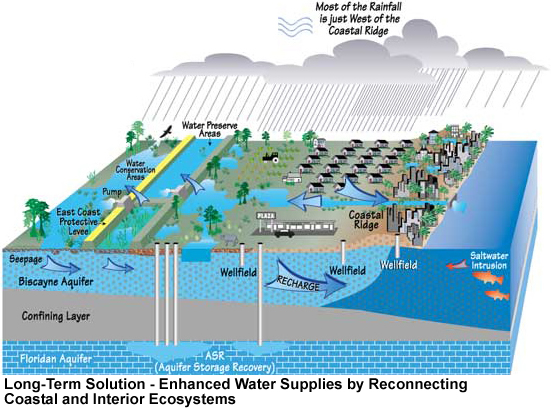
Plan de drainage

Le Comprehensive Everglades Restoration Plan (CERP) est le plan adopté par le Congrès américain pour la restauration de l'écosystème des Everglades dans le sud de la Floride.
Lorsque initialement autorisé par le Congrès américain en 2000, on a estimé que le CERP coûterait un total de 8,2 milliards de dollars et durerait environ 30 ans. Des estimations plus récentes (2014) indiquent que le plan prendrait environ 50 ans pour être mis en œuvre, et coûterait environ 1,63 milliard de dollars de plus que prévu initialement, en plus des ajustements supplémentaires pour cause d'inflation.

## Aperçu du plan
Le Comprehensive Everglades Restoration Plan (CERP) fournit un cadre et un guide pour restaurer, protéger et préserver les ressources hydriques de la Floride centrale et méridionale, y compris les Everglades. Il couvre seize comtés sur une superficie de 47 000 km2 et se concentre sur une mise à jour du Central & Southern Florida (C & SF) Project. L'État de la Floride (via le South Florida Water Management District (en)) et le US Army Corps of Engineers ont entrepris divers projets dans le cadre du CERP pour aider à assurer la bonne quantité, la qualité, le calendrier et la distribution des eaux dans les Everglades et tout le sud de la Floride.
L'objectif du CERP est de capter l'eau douce désormais inutilisée coulant vers l'océan Atlantique et le golfe du Mexique et de la rediriger vers les zones qui en ont le plus besoin.
La majorité de l'eau sera consacrée à la restauration de l'environnement et à la relance d'un écosystème en train de mourir. L'eau restante bénéficiera aux villes et aux agriculteurs en améliorant l'approvisionnement en eau pour l'économie de la Floride du sud.

## Historique
Le Central and Southern Florida (C&SF) Project, qui a été autorisé par le Congrès américain en 1948, est un projet multi-usage qui vise le contrôle des inondations, l'approvisionnement en eau à des fins municipales, industrielles et agricoles, la prévention des intrusions d'eau salée, l'approvisionnement en eau Parc national des Everglades, et la protection des ressources halieutiques et de la faune. Le système primaire comprend environ 1 600 km de digues, 1 160 km de canaux, et près de 200 structures de contrôle de l'eau. Le projet C & SF a bien rempli ses objectifs, cependant, le projet a eu des effets négatifs imprévus sur l'environnement unique et diversifié que constitue les écosystèmes sud de la Floride, y compris les Everglades et la baie de Floride.

## Aspect juridique
Le plan a été promulgué par le Congrès des États-Unis dans la Loi sur le développement des ressources en eau de 2000. Il comprend plus de soixante éléments, qui prendront plus de trente ans à se mettre en place et a été initialement estimé à 7,8 milliards de dollars.

## Avis du Conseil National de la Recherche Américain
Une série de rapports biennaux du Conseil national de la recherche des États-Unis ont analysés les progrès de CERP. Le quatrième rapport de la série, sorti en 2012, a constaté que peu de progrès ont été accomplis dans la restauration du cœur de l'écosystème des Everglades ; à la place, la plupart des constructions dans le cadre du projet ont eu lieu le long de sa périphérie. Le rapport a noté que pour inverser la détérioration de l'écosystème en cours, il sera nécessaire d'accélérer les projets de restauration qui ciblent le cœur des Everglades en améliorent la qualité et la quantité d'eau.
Pour mieux comprendre les implications potentielles de la lenteur des progrès actuels, le rapport a évalué l'état actuel de dix caractéristiques de l'écosystème des Everglades comme les quantités de phosphore, la profondeur de la tourbe, et les populations de milan des marais, un rapace en voie de disparition dans le sud de la Floride. La plupart des caractéristiques ont reçu des notes allant de C (dégradés) à D (significativement dégradé), mais le milan des marais a reçu une note de F (dommages quasi irréversibles). Le rapport a également évalué la tendance future de chaque caractéristique selon trois scénarios de restauration: l'amélioration de la qualité de l'eau, l'amélioration de l'hydrologie, et des améliorations à la fois la qualité de l'eau et de l'hydrologie. Cela a contribué à mettre en évidence l'urgence des actions de restauration au profit d'un large éventail d'attributs de l'écosystème et de démontrer le coût de l'inaction.
Dans l'ensemble, le rapport conclut que des progrès substantiels à court terme pour faire face à la fois la qualité de l'eau et de l'hydrologie dans les Everglades centrales sont nécessaires pour inverser la dégradation en cours avant qu'il ne soit trop tard.